# ماركو مارتن
ماركو مارتن مواليد 10 نوفمبر 1975 في تارتو، هو سائق راليات إستوني بدأ مسيرته في سنة 1997. كان أول رالي له هو رالي فنلندا 1997. شارك في بطولة العالم للراليات. فاز بـ 5 سباقات رالي. صعد على المنصة 18 مرة خلال مسيرته.

## سجل الفوز
- رالي أكروبوليس 2003
- رالي كتالونيا 2004

## فرق مثلها
- فريق سوبارو للراليات
- فريق فورد للراليات
- بيجو

## روابط خارجية
- ماركو مارتن على موقع DriverDB.com (الإنجليزية)
- ماركو مارتن على موقع Rallye-info.com (الإنجليزية)
- ماركو مارتن على موقع eWRC-results.com (الإنجليزية)